# Dasylirion wheeleri
Dasylirion wheeleri es una especie  de planta fanerógama de la familia Asparagaceae, anteriormente de las ruscáceas. Es nativa de las zonas áridas del norte de México, en Chihuahua y Sonora y en el suroeste de Estados Unidos, en el desierto de Sonora en Arizona, y también en Nuevo México y Texas.

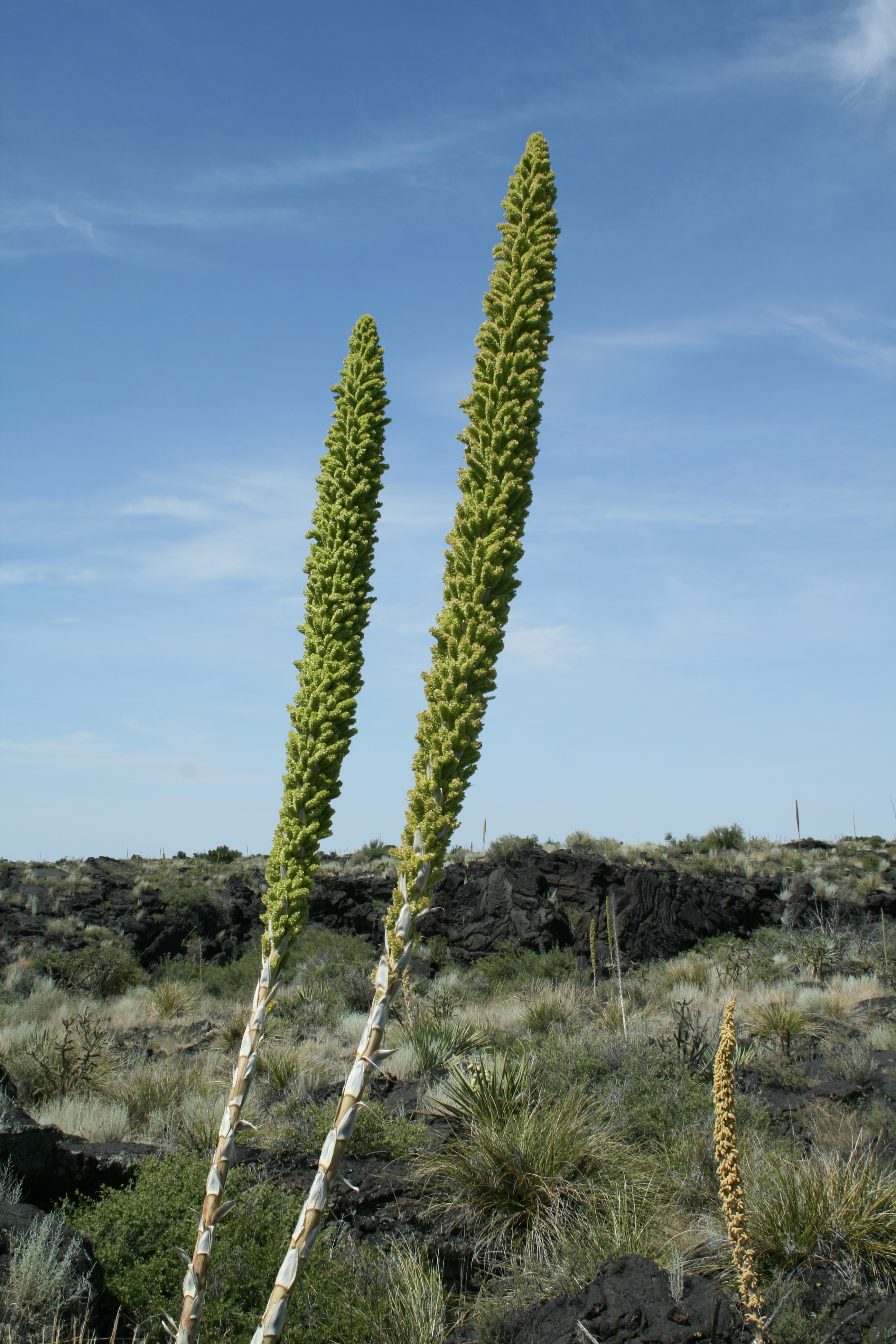
Detalle de la inflorescencia

## Descripción
Dasylirion wheeleri es un arbusto de hoja perenne de moderado a lento crecimiento que tiene un solo tronco ramificado de hasta 40 cm de ancho y de 1,5 m de altura, aunque a menudo se encuentra recostado en el suelo. La hoja de es delgada, de 35-100 cm de largo, de color gris verdoso, con el margen dentado. Las hojas se irradian desde el centro del ápice de la planta en todas las direcciones (esférica).
La inflorescencia del tallo crece por encima del follaje, hasta una altura de 5 m de altura y 6.3 cm de diámetro. El tallo está rematado por una larga columna de color paja con pequeñas flores de unos 2,5 cm de largo, con seis tépalos. El color de la flor está determinado el sexo de la planta, siendo en su mayoría de color blanco para las plantas masculinas y morado-rosa para las plantas femeninas. La fruta es una cápsula seca en forma de óvalo de 5-8 mm de largo, que contiene una sola semilla.

## Cultivo y usos
Se cultiva como planta ornamental. Puede sembrarse en cualquier temporada, pero es preferible en el verano y la poda en octubre.
La bebida sotol se hace de Dasylirion wheeleri. También fue utilizada por los nativos de la región como alimento y por sus fibras. El tallo de la flor puede ser utilizado como un productor de fuego.

## Taxonomía
Dasylirion wheeleri fue descrita por Sereno Watson ex Joseph Trimble Rothrock y publicado en Report Upon United States Geographical Surveys West of the One Hundredth Meridian, in Charge of First Lieut. Geo. M. Wheeler ... vol. 6, Botany 272, en el año 1878.
Sinonimia
- Dasylirion wheeleri var. wislizeni Trel.[3]